# Integrierte Lese- und Videocodiermaschine
Die Integrierte Lese- und Videocodiermaschine (ILVM) ist eine Briefsortiermaschine der Firma Siemens, die in Briefzentren der Deutschen Post AG eingesetzt wird. Mit der ILVM werden Standardsendungen, wie Briefe, POSTAKTUELL (vormals Postwurf) und Dialogpost (vormals Infopost) nach Postleitzahl und Zustellbezirk sortiert oder auch die Aufgabe der Gangfolgesortiermaschine übernommen und Sendungen auf Gangfolge sortiert. 

## Aufbau
Die Maschine besteht aus der sogenannten Stoffeingabe, einem integrierten Prozessmodul und der Fächerwand (sogenannter Sorter). 
An der Stoffeingabe werden die in einheitliche Richtung ausgerichteten Sendungen auf ein Transportband gegeben, das diese zum Abzug transportiert. Dieser trennt den Eingabebereich vom Transportbereich im Innenbereich der Maschine. Die Sendungen gelangen mittels Transportriemen einzeln mit einem bestimmten Abstand in die Maschine. Pro Sekunde werden abhängig von Größe, Form und Beschaffenheit etwa 10 Sendungen eingezogen. 
Zunächst wird dann das Format der Sendungen überprüft und zu große Sendungen ausgeschleust. Diese Sendungen gehen in die Handsortierung. Danach werden die Anschriften maschinell gelesen und videokodiert. Ist dies nicht erfolgreich, werden sie in ein spezielles Fach im Sorter geleitet und wieder an der Stoffeingabe eingegeben.

## Arbeitskräfte
An der ILVM arbeiten in der Regel zwei bis drei Personen, je nach Arbeitsaufwand und Komplexität der Sendungsmenge. Eine Arbeitskraft führt die unsortierten aber bereits richtig ausgerichteten Sendungen an der Stoffeingabe der Maschine zu, während weitere Arbeitskräfte den Sorter entleeren. Da je nach Ausführung der Maschine bis zu 320 Fächer existieren können und keines dieser Fächer überlaufen darf, um den reibungslosen Betrieb nicht zu gefährden, werden hier oft zwei Arbeitskräfte eingesetzt. Die Arbeiter können mit Hilfe der ILVM 45.000 Sendungen pro Stunde sortieren (nominaler Durchsatz). Die sortierten Sendungen werden von den Arbeitskräften in speziellen Behältern gesammelt und zur Weiterverarbeitung an anderen Maschinen vorbereitet.

## Sendungstyp
Die Maschine ist für das Sortieren von Standardbriefen, Warensendungen ohne unförmigen Inhalt, wie Schlüssel o. ä., Postwurfsendungen, Handzetteln und Postkarten geeignet. Die Abmessungen der zu sortierenden Sendungen müssen in folgenden Bereichen liegen: Länge: 127–250 mm, Höhe: 85–176 mm, Dicke: 0,15–7 mm, Gewicht: 2–100 g.